# Agrarministerkonferenz
Die Konferenz der Agrarminister des Bundes und der Länder, kurz Agrarministerkonferenz (AMK), ist ein regelmäßiges Treffen der Agrarminister des Bundes und der Länder. Der Sekretär des Agrarausschusses des Bundesrates sowie ein Vertreter der Gesundheitsministerkonferenz sind als ständige Gäste geladen. Die AMK dient der Koordination von Angelegenheiten der Agrarwirtschaft und des Verbraucherschutzes und findet jährlich in zwei Veranstaltungen statt. Zur Grünen Woche im Januar eines Jahres wird mit der nicht öffentlichen Berliner Agrarministerkonferenz im Rahmen des Global Forum for Food and Agriculture (GFFA) traditionell ein zusätzliches Treffen in Berlin ausgerichtet, an welchem agrarpolitische Entscheidungsträger aus allen Erdteilen sowie hochrangige Repräsentanten internationaler Organisationen teilnehmen. Zur Novellierung der von Bund und EU-Kommission geforderten verschärften Düngeverordnung wurde am 12. März 2020 unter saarländischem Vorsitz in Berlin eine Sonder-Agrarministerkonferenz abgehalten. Vorbereitet werden die Agrarministerkonferenzen von vorangehenden Treffen (Amtschefkonferenzen) der Staatssekretäre von Bund und Ländern.
Im Zuständigkeitsbereich der Agrarministerkonferenz existieren derzeit sechs länderübergreifende Arbeitsgremien:
- Bund/Länder-Arbeitsgemeinschaft Landwirtschaftliche Erzeugung und Markt (BLAG)
- Bund/Länder-Arbeitsgemeinschaft Nachhaltige Landentwicklung (ARGE Landentwicklung)
- Bund/Länder-Arbeitsgemeinschaft Forst (Forstchefkonferenz)
- Länderarbeitsgemeinschaft Verbraucherschutz (LAV)
- Länderarbeitsgemeinschaft Ökologischer Landbau (LÖK)
- Länderarbeitsgemeinschaft Geoschutz (LAG)

Die Arbeitsgremien sind Institutionen der Zusammenarbeit der Fachverwaltungen von Bund und Ländern. Ihre primäre Aufgabe besteht vorrangig in der Bearbeitung von Aufträgen der ACK und AMK.
Die Agrarministerkonferenz ist eine ständige Einrichtung mit jährlich wechselndem Vorsitz. Im Jahr 2025 hat Peter Hauk, Minister für Ernährung, Ländlichen Raum und Verbraucherschutz des Landes Baden-Württemberg, den Vorsitz inne.